# 240 mm/50 Model 1902/1906
240 mm/50 Model 1902/1906 — 240-миллиметровое корабельное артиллерийское орудие, разработанное и производившееся в Франции. Состояло на вооружении ВМС Франции. Им были вооружены эскадренные броненосцы типа «Дантон» в качестве вспомогательной артиллерии.